# CAx programokat készítő vállalatok
CAx-programokat készítő vállalatok és szoftver termékeik.
A Computer Aided, CAx- (Számítógéppel segített) szoftvertermékeket az 1971-es évektől kezdve készítenek napjainkig különböző számítógépekre. Ezekhez a szoftverekhez tartozik a CAD (Computer-Aided Design=Számítógéppel segített tervezés), a CAE (Computer-aided engineering=Számítógéppel segített mérnöki műveletek), CAM (Computer-aided manufacturing= Számítógéppel segített gyártás), CAQ (Computer-aided quality(assurance)= Számítógéppel segített minőség-ellenőrzés/-biztosítás) és PDM (Product Data Management=Gyártmányadat kezelés).
A lista nem tekinthető sem teljesnek, sem reprezentatívnak, mivel a CAD-piac rendkívül dinamikusan fejlődik: csaknem minden hónapban megjelenik egy új vállalkozás, a régi cégek megszűnnek, esetleg feldarabolódnak vagy egyesülnek. Néha régi nevek újra felbukkannak.
A lista a vállalatok neve szerint névsorba rendezett.

## Működő CAD-szoftvervállalatok
| Vállalat neve                                                                | Éves bevétel (US$)                      | Termék neve                      | Termék CAx típusa | Megjegyzés |
| ---------------------------------------------------------------------------- | --------------------------------------- | -------------------------------- | --- | --- |
| 12d Solutions (Honlap)                                                       |                                         | 12d model                        | CAE | Általános mérnöki és földmérő szoftver |
| ACS (Europe) Limited (Honlap)                                                |                                         | Caddie                           | CAD | |
| AeroHydro, Inc.                                                              |                                         | MultiSurf                        | CAD | Tengerészeti alkalmazások |
| AeroHydro, Inc.                                                              | SurfaceWorks                            |                                  | | |
| Alibre, Inc. (Honlap)                                                        |                                         | Alibre Design                    | CAD | Gépészeti tervezés, számítások és gyártás |
| ANDOR Co., Ltd (Honlap)                                                      |                                         | CADSUPER                         | | |
| ANDOR Co., Ltd (Honlap)                                                      | EASYDRAW                                |                                  | | |
| ANDOR Co., Ltd (Honlap)                                                      | DesignFlow                              |                                  | | |
| Apperson & Daughters (Honlap)                                                |                                         | CadStd                           | | Lite & Pro |
| ASCON                                                                        |                                         | KOMPAS 3D                        | | |
| ASCON                                                                        | LOODSMAN:PLM                            |                                  | | |
| Ashlar-Vellum                                                                |                                         | Argon                            | CAD | |
| Ashlar-Vellum                                                                | Cobalt                                  | CAD                              | | |
| Ashlar-Vellum                                                                | Graphite                                | CAD                              | | |
| Ashlar-Vellum                                                                | Xenon                                   | CAD                              | | |
| Autodesk                                                                     |                                         | AutoCAD és Architectural Desktop | CAD | |
| Autodesk                                                                     | Mechanical Desktop                      | CAD                              | | |
| Autodesk                                                                     | Autodesk Inventor                       | CAD                              | | |
| Autodesk                                                                     | 3DS Max                                 |                                  | | |
| Autodesk                                                                     | Autodesk VIZ                            |                                  | | |
| Autodesk                                                                     | Revit                                   |                                  | Eredetileg a Revit Technology Corporation terméke                                                                          | |
| Autodesk                                                                     | Alias StudioTools                       | CAID                             | | |
| AVEVA (Honlap)                                                               |                                         | AVEVA Plant                      | CAD | |
| AVEVA (Honlap)                                                               | AVEVA Marine                            |                                  | | |
| BobCADCAM (Honlap)                                                           |                                         | BobCADCAM                        | CAM | |
| Bentley Systems                                                              |                                         | MicroStation                     | CAD | |
| Bentley Systems                                                              | Powerdraft                              |                                  | | |
| Bicycle Forest (Honlap)                                                      |                                         | BikeCAD                          | CAD | |
| Cadline (Honlap Archiválva 2014. április 2-i dátummal a Wayback Machine-ben) |                                         | ARCHLine                         | CAD | épülettervező és dokumentációkészítő szoftver, tervezési és kivitelezési dokumentációk, tervajánlatok, belsőépítész tervek, energetikai és anyagmennyiség számítások |
| CADMAI (Honlap)                                                              |                                         | CADMAI                           | | |
| CADMATIC Oy (Honlap)                                                         |                                         | Gyártelep tervező 3D-ben         | | |
| CADMATIC Oy (Honlap)                                                         | Nupas-Cadmatic                          | CAD/CAE/CAM                      | Hajó tervező szoftver | |
| Cadsoft Corporation                                                          |                                         | Envisioneer                      | | |
| Cadsoft Corporation                                                          | Cadsoft Build                           |                                  | | |
| Cadsoft Corporation                                                          | APDesign                                |                                  | AutoCAD-en fut | |
| Cadsoft GmbH (Honlap)                                                        |                                         | EAGLE                            | CAD/CAE | Elektronikai, nyomtatott áramkör tervező szoftver |
| CAD Register (Honlap)                                                        |                                         | PartSpec                         | | |
| CAD Register (Honlap)                                                        | PlantSpec                               |                                  | | |
| CAD Register (Honlap)                                                        | CAD Blocks                              |                                  | | |
| CAD Schroer GmbH                                                             |                                         | MEDUSA                           | CAD | eredetileg a Cambridge Interactive Systems (CIS) terméke – később a Computervision leányvállalata.                                                                   |
| CAD Schroer GmbH                                                             | Stheno                                  |                                  | | |
| Camtek                                                                       |                                         | PEPS                             | CAM | |
| CAXA (Honlap)                                                                |                                         | CAXA EB                          | CAD | 2D rajzolás |
| CAXA (Honlap)                                                                | CAXA Solid                              | CAD                              | 3D Szilárdtest | |
| CAXA (Honlap)                                                                | CAXA CAM                                | CAM                              | 2-5 tengelyes NC marás | |
| CGTech (Honlap)                                                              |                                         | Vericut                          | CAM | Ellenőrző szoftver |
| Cimatron (Honlap)                                                            |                                         |                                  | CAM | |
| CoCreate (korábban a Hewlett-Packard leányvállalata)                         |                                         | OneSpace Modeling 2007           | CAD | Eredeti neve: SolidDesigner |
| CoCreate (korábban a Hewlett-Packard leányvállalata)                         | OneSpace Modeling Personal Edition (PE) | CAD                              | Szabad dinamikai modellező program                                                                                         | |
| CoCreate (korábban a Hewlett-Packard leányvállalata)                         | OneSpace Drafting 2007                  | CAD                              | eredeti neve ME10 | |
| CoCreate (korábban a Hewlett-Packard leányvállalata)                         | OneSpace.net                            | CPD                              | Internet alapú együttműködési szoftver                                                                                     | |
| CoCreate (korábban a Hewlett-Packard leányvállalata)                         | Model Manager                           |                                  | | |
| DATACAD LLC                                                                  |                                         | DataCAD                          | | |
| DATACAD LLC                                                                  | DataCAD LT                              |                                  | | |
| DATACAD LLC                                                                  | o2c_Interactive!                        |                                  | | |
| Dassault Systemes (Honlap)                                                   | $1,100M                                 | CATIA                            | CAD/CAE/CAM | |
| Dassault Systemes (Honlap)                                                   | $1,100M                                 | COSMOS                           | CAE | |
| Dassault Systemes (Honlap)                                                   | $1,100M                                 | SolidWorks                       | CAD | Eredetileg a SolidWorks Corporation terméke |
| Dassault Systemes (Honlap)                                                   | $1,100M                                 | ACIS 3D Modellező                | Kernel | Eredetileg a Spatial Corp. terméke |
| Dassault Systemes (Honlap)                                                   | $1,100M                                 | Euclid-IS                        | CAD | Eredetileg a Matra DataVision terméke |
| Dassault Systemes (Honlap)                                                   | $1,100M                                 | Open CASCADE                     | Kernel | Eredetileg a Matra DataVision terméke |
| Dassault Systemes (Honlap)                                                   | $1,100M                                 | STRIM                            | CAD | Eredetileg a Matra DataVision terméke |
| Dassault Systemes (Honlap)                                                   | $1,100M                                 | SmartTeam                        | PDM | Eredetileg a Smart Solutions terméke |
| Dassault Systemes (Honlap)                                                   | $1,100M                                 | Enovia                           | PDM | |
| Dassault Systemes (Honlap)                                                   | $1,100M                                 | MatrixOne                        | PDM | |
| Dassault Systemes (Honlap)                                                   | $1,100M                                 | DELMIA                           | MPM | Eredetileg a Deneb Robotics Inc. terméke |
| Dassault Systemes (Honlap)                                                   | $1,100M                                 | ABAQUS                           | CAE | |
| Delcam plc (Honlap)                                                          |                                         | DUCT                             | CAD/CAM/CAE | |
| Delcam plc (Honlap)                                                          | PowerMILL                               | CAM                              | | |
| Delcam plc (Honlap)                                                          | PowerSHAPE                              | CAD/RE                           | | |
| Delcam plc (Honlap)                                                          | FeatureCAM                              | CAM                              | | |
| Delcam plc (Honlap)                                                          | CopyCAD                                 | RE                               | | |
| Delcam plc (Honlap)                                                          | PowerINSPECT                            | CAQ                              | | |
| Delcam plc (Honlap)                                                          | ArtCAM                                  | CAD/CAM                          | | |
| DP Technology (Honlap)                                                       |                                         | Esprit                           | | |
| DpS CAD-center ApS (Honlap)                                                  |                                         | PCschematic ELautomation         | CAE | Elektromos és automatizációs CAD szoftver |
| DpS CAD-center ApS (Honlap)                                                  | PCschematic Electronics                 | CAE                              | CAD szoftver elektronikához                                                                                                | |
| DpS CAD-center ApS (Honlap)                                                  | PCschematic PowerDistribution           | CAE                              | különböző, nemcsak elektromos hálózatok dokumentálásához                                                                   | |
| DpS CAD-center ApS (Honlap)                                                  | PCschematic Tele                        | CAE                              | Telefon és számítógép hálózat dokumentálásához                                                                             | |
| Engineered Software                                                          |                                         | PowerCADD                        | CAD | |
| EXAPT (Honlap)                                                               |                                         | EXAPT                            | CAM | |
| FastCAM                                                                      |                                         | FastCAM                          | CAM | |
| Gehry Technologies (Honlap)                                                  |                                         | Digital Project                  | | |
| Gehry Technologies (Honlap)                                                  | Version R2                              |                                  | CATIA-alapú | |
| General CADD Products, Inc. (Honlap)                                         |                                         | General CADD Pro                 | Low Cost 2-D CAD | Generikus CADD Windows-ra |
| Graphisoft                                                                   |                                         | ArchiCAD                         | | |
| Graphisoft                                                                   | Graphisoft Constructor                  |                                  | | |
| Graphisoft                                                                   | Graphisoft Estimator                    |                                  | | |
| Graphisoft                                                                   | Graphisoft Change Manager               |                                  | | |
| IGE+XAO Group (Honlap)                                                       | $19M                                    | SEE Electrical (Honlap)          | Electrical CAD | Kis és közepes irodák gépesítéséhez |
| IGE+XAO Group (Honlap)                                                       | $19M                                    | SEE Electrical Expert            | Electrical CAD | nagy irodák gépesítéséhez |
| IGE+XAO Group (Honlap)                                                       | $19M                                    | SEE Electrical Harness(Honlap)   | Electrical CAD | |
| Ing.-Buero FRIEDRICH (Honlap)                                                |                                         | TARGET 3001!                     | EDA | |
| Informatix                                                                   |                                         | MicroGDS                         | | |
| Informatix                                                                   | Piranesi                                |                                  | | |
| Intergraph                                                                   |                                         | GeoMedia                         | | |
| Intergraph                                                                   | IGDS                                    |                                  | | |
| Intergraph                                                                   | Intergraph                              |                                  | | |
| Intergraph                                                                   | InterAct                                |                                  | | |
| Intergraph                                                                   | SmartPlant                              |                                  | | |
| Intergraph                                                                   | SmartSketch                             |                                  | | |
| Ironcad (Honlap)                                                             |                                         | IronCAD                          | CAD | |
| KitchenMaster (Honlap)                                                       |                                         |                                  | | |
| Kubotek Corporation (Honlap)                                                 |                                         | KeyCreator                       | CAD/CAM | Formerly CADKEY |
| Kubotek Corporation (Honlap)                                                 | REALyze                                 | CAD                              | Modell javítás és szerkesztés                                                                                              | |
| Kubotek Corporation (Honlap)                                                 | Spectrum                                |                                  | 3D CAD nézegető program | |
| MachineWorks (Honlap)                                                        |                                         | MachineWorks                     | CAM | Ellenőrző szoftver |
| Malz++Kassner GmbH (Honlap)                                                  |                                         | CAD6 Studio                      | | Korábban CAD/DRAW 4 Level 2 |
| Missler Software (TopSolid)                                                  |                                         | TopSolid'Design                  | CAD | |
| Missler Software (TopSolid)                                                  | TopSolid'Mold                           | CAD                              | | |
| Missler Software (TopSolid)                                                  | TopSolid'Wood                           | CAD                              | | |
| Missler Software (TopSolid)                                                  | TopSolid'Cam                            | CAM                              | | |
| Missler Software (TopSolid)                                                  | TopSolid'Pdm                            | PDM                              | | |
| Module Works (Honlap)                                                        |                                         | 5AxCore                          | CAM | Szoftver könyvtárak |
| MSC Software                                                                 | $300M                                   | MSC Nastran                      | CAE | Végeselemes analízis (Finite Element Analysis) |
| MSC Software                                                                 |                                         | MSC Patran                       | CAE | |
| MSC Software                                                                 |                                         | ADAMS                            | CAE | |
| NAPA (Honlap)                                                                |                                         | NAPA                             | CAE | |
| NAPA (Honlap)                                                                | NAPA Steel                              |                                  | | |
| NC Graphics                                                                  |                                         | Toolmaker                        | | |
| NC Graphics                                                                  | machining STRATEGIST                    |                                  | 2002. júniusig | |
| NC Graphics                                                                  | Depocam                                 |                                  | | |
| Nemetschek (Magyar honlap) (Nemzetközi honlap)                               |                                         | Allplan (Honlap)                 | CAD | korábban Allplot, AllPlan FT, Allplan BIM |
| Nemetschek (Magyar honlap) (Nemzetközi honlap)                               | VectorWorks                             | CAD                              | korábban MiniCAD | |
| Open Mind Software (Honlap)                                                  |                                         | hyperMILL                        | CAM | |
| OmniCAD (Honlap)                                                             |                                         | OmniCAD                          | CAD | |
| Parametric Technology Corporation                                            | $700M                                   | Pro/ENGINEER                     | CAD | |
| Parametric Technology Corporation                                            | $700M                                   | CADDS 5i                         | CAD | Eredetileg a Computervision terméke |
| Parametric Technology Corporation                                            | $700M                                   | Pro/DESKTOP                      | CAD | Eredetileg a Computervision Designwave terméke |
| Parametric Technology Corporation                                            | $700M                                   | Pro/MECHANICA                    | CAE | |
| Parametric Technology Corporation                                            | $700M                                   | Pro/Concept                      | CAID | eredeti neve 3D Paint |
| Parametric Technology Corporation                                            | $700M                                   | Pro/Designer                     | CAID | eredeti neve CDRS |
| Parametric Technology Corporation                                            | $700M                                   | Windchill                        | PDM | |
| Parametric Technology Corporation                                            | $700M                                   | Granite                          | Kernel | |
| Parametric Technology Corporation                                            | $700M                                   | ProductView (Division)           | | |
| Planit (Honlap)                                                              |                                         | Edgecam                          | CAM | CNC maró, eszterga és huzalos szikraforgácsoló gépek programozása; eredetileg a Pathtrace terméke                                                                    |
| Planit (Honlap)                                                              | Radan                                   | CAM                              | CNC kivágó, lézer-, plazma-, víz-, lángvágó és élhajlító gépek programozása; eredetileg a Radan Computational Ltd. terméke | |
| Planit (Honlap)                                                              | alphacam                                | CAM                              | eredetileg a Licom terméke                                                                                                 | |
| progeSOFT (Honlap)                                                           |                                         | progeCAD                         | CAD | IntelliCAD alapú 2D/3D CAD program. (Magyar verzió) |
| progeSOFT (Honlap)                                                           | SMART!                                  | CAD                              | Ingyenes CAD program. | |
| progeSOFT (Honlap)                                                           | iCADMac                                 | CAD                              | Az Apple termékeihez gyártott CAD program.                                                                                 | |
| QARM Pty Ltd                                                                 |                                         | OneCNC                           | CAM/CAD | Marás, esztergálás, szikraforgácsolás |
| QikDraw Systems (Honlap)                                                     |                                         | QikDraw Professional             | | |
| QikDraw Systems (Honlap)                                                     |                                         | QikQuote                         | | Shed, Verandahs, etc. |
| QikDraw Systems (Honlap)                                                     |                                         | QikLink V                        | | grafikus dokementélási és prezentációs szoftver |
| QikDraw Systems (Honlap)                                                     |                                         | QikDraw V3D                      | | House Package |
| QikDraw Systems (Honlap)                                                     |                                         | QDElect                          | | Electrical Package (electrical drawings) |
| Sescoi (Honlap Archiválva 2008. július 4-i dátummal a Wayback Machine-ben)   |                                         | WorkNC                           | CAM | |
| Shapr3D (Honlap)                                                             |                                         | Shapr3D                          | CAD | Mobileszközre (iPad Pro) tervezett CAD |
| Sigma Design (Honlap)                                                        |                                         | Arris                            | CAD | |
| Sigma Design (Honlap)                                                        | Builderscad                             | CAD                              | | |
| SmartCAMcnc (Honlap)                                                         |                                         | SmartCAM                         | CAM | |
| SOFTTECH GmbH (Honlap)                                                       |                                         | SPIRIT                           | | |
| SOFTTECH GmbH (Honlap)                                                       | AVA NTi                                 |                                  | | |
| SOFTTECH GmbH (Honlap)                                                       | PRO NTo                                 |                                  | | |
| SolidCAM (Honlap)                                                            |                                         | SolidCAM                         | CAM | |
| Static Free Software (Honlap)                                                |                                         | Electric                         | EDA | |
| Sprut Technology ()                                                          |                                         | Sprutcam                         | CAM | |
| Surfware (Honlap)                                                            |                                         | SurfCAM                          | CAM | |
| Tebis (Honlap)                                                               |                                         | Tebis                            | CAM | |
| think3 (Honlap) (Formerly Cad.Lab)                                           |                                         | thinkiD DesignXpressions         | CAD/CAID | |
| think3 (Honlap) (Formerly Cad.Lab)                                           |                                         | thinkdesign                      | CAD | |
| think3 (Honlap) (Formerly Cad.Lab)                                           |                                         | free2Design (Honlap)             | CAD | Legális, tartósan szabad szoftver 2D ipari licenc, teljes DXF/DWG kompatibilitással                                                                                  |
| think3 (Honlap) (Formerly Cad.Lab)                                           |                                         | thinkPLM                         | PDM | |
| Top systems (Honlap)                                                         |                                         | T-FLEX Parametric CAD            | CAD | |
| UGS (Formerly Unigraphics Solutions)                                         | $1,100M                                 | NX                               | CAD/CAID/CAE/CAM | |
| UGS (Formerly Unigraphics Solutions)                                         | $1,100M                                 | NX Nastran                       | CAE | |
| UGS (Formerly Unigraphics Solutions)                                         | $1,100M                                 | Parasolid                        | Kernel | |
| UGS (Formerly Unigraphics Solutions)                                         | $1,100M                                 | SolidEdge                        | CAD | |
| UGS (Formerly Unigraphics Solutions)                                         | $1,100M                                 | FEMAP                            | CAE | |
| UGS (Formerly Unigraphics Solutions)                                         | $1,100M                                 | EMS                              | CAD | eredetileg az Intergraph terméke |
| UGS (Formerly Unigraphics Solutions)                                         | $1,100M                                 | BRAVO                            | CAD | eredetileg az Applicon terméke |
| UGS (Formerly Unigraphics Solutions)                                         | $1,100M                                 | I-DEAS                           | CAD | eredetileg az SDRC terméke |
| UGS (Formerly Unigraphics Solutions)                                         | $1,100M                                 | Teamcenter                       | PDM | |
| UGS (Formerly Unigraphics Solutions)                                         | $1,100M                                 | Tecnomatix                       | MPM | |
| Upperspace                                                                   |                                         | DesignCAD                        | | |
| VariCAD s. r. o.                                                             |                                         | VariCAD                          | | |
| Vero International                                                           |                                         | VISI-Series                      | CAD/CAM | |
| Vero International                                                           | machining STRATEGIST                    | CAM                              | | |
| VX (Honlap)                                                                  |                                         | VX CAD                           | | |
| Zuken                                                                        |                                         | CR5000                           | CAD | elektromos CAD szoftver |
| Zuken                                                                        | Cadstar                                 | CAD                              | elektromos CAD szoftver | |

## Vállalatok, amelyek megszűntek
Felszámolták, kivásárolták vagy átnevezték.
Aliasmegvásárolta az Autodesk
Appliconmegvásárolta az UGS Corp.
CADAM INCmegvásárolta a Dassault Systèmes
CADCentreJelenlegi neve: Aveva
CADKEY/Baystate Technologiesmegvásárolta a Kubotek Corporation
CIS (Cambridge Interactive Systems)megvásárolta a Computervision
Calmamegvásárolta a Computervision
Clarisreklámozva "ClarisCAD", átment a FileMaker Inc.-hoz
Computervisionmegvásárolta a Parametric Technology Corporation
Diehl Graphsoftmegvásárolta a Nemetschek
Matra DataVisionmegvásárolta a Dassault Systèmes
Revit Technology Corporationmegvásárolta az Autodesk
Spatial Corp.megvásárolta a Dassault Systèmes
SDRCmegvásárolta az UGS Corp.
SolidWorks Corporationmegvásárolta a Dassault Systèmes
Unigraphics Solutionsmai neve: UGS Corp.

## Saját tulajdonú CAD szoftver
A vállalatok saját használatára kifejlesztett szoftverek. Néhány használata megszűnt, mivel a szervezetek kereskedelmi szoftverre tértek át.
| Vállalat                     | Terület              | Rendszer                    |
| ---------------------------- | -------------------- | --------------------------- |
| Boeing                       | repülőgép-űrtechnika | TIGER 3D                    |
| CATERPILLAR                  | Nehézgépgyártás      | CAPT                        |
| Ford Motor Company           | Gépkocsigyártás      | PDGS                        |
| Ford Motor Company           | Gépkocsigyártás      | FIDES                       |
| General Motors               | Gépkocsigyártás      | CGS                         |
| General Motors               | Gépkocsigyártás      | CADANCE                     |
| Lockheed                     | repülőgép-űrtechnika | CADAM (beolvadt a CATIA-ba) |
| McDonnell Douglas            | repülőgép-űrtechnika | CADD                        |
| Mercedes-Benz (Daimler-Benz) | Gépkocsigyártás      | SYRCO                       |
| Nissan                       | Gépkocsigyártás      | CAD-I                       |
| Northrop                     | repülőgép-űrtechnika | NCAD                        |
| Renault                      | Gépkocsigyártás      | UNISURF                     |
| Toyota                       | Gépkocsigyártás      | TOGO                        |
| Toyota                       | Gépkocsigyártás      | CADETT                      |
| Toyota                       | Gépkocsigyártás      | TINCA                       |

## Nyílt forrású CAD szoftver vállalatok
U.S. Army Research LaboratoryBRL-CAD
RibbonSoftQCad
SagCADSagCAD
Open CASCADEOpen CASCADE (Honlap Archiválva 2009. március 18-i dátummal a Wayback Machine-ben)
avaCADoavoCADo :: Új nyílt forrású 3D CAD program.